# 緑郵便局 (愛知県)
緑郵便局（みどりゆうびんきょく）は愛知県名古屋市緑区にある郵便局。民営化前の分類では集配普通郵便局であった。

## 概要
住所：〒458-8799 愛知県名古屋市緑区六田2-43

### 併設施設
- ゆうちょ銀行名古屋緑店[1]（名古屋支店名古屋緑出張所）：取扱店番号210500

## 沿革
- 1871年4月20日（明治4年3月1日） - 日本の近代郵便制度の創設とともに、鳴海郵便取扱所として開設[2]。
- 1873年（明治6年）4月1日 - 鳴海郵便役所となる[2]。
- 1875年（明治8年）1月1日 - 鳴海郵便局（四等）となる[2]。
- 1884年（明治17年）1月25日 - 貯金取扱を開始[2]。
- 1890年（明治23年）8月16日 - 為替取扱を開始[2]。
- 1900年（明治33年）10月1日 - 鳴海郵便電信局となり、三等の郵便電信局になる[3][2]。
- 1903年（明治36年）12月5日 - 鳴海郵便局となる[2]。
- 1945年（昭和20年）8月17日 - 特定郵便局から普通郵便局に局種別改定[4]。
- 1963年（昭和38年）4月1日 - 同年2月15日に愛知郡鳴海町が名古屋市へ編入され、当該区域を持って緑区が設置されたことを受けて、緑郵便局に改称[5]。
- 1973年（昭和48年）11月5日 - 和文電報受付および電話通話業務を開始。
- 1998年（平成10年）9月1日 - 外国通貨の両替および旅行小切手の売買に関する業務取扱を開始。
- 2007年（平成19年）10月1日 - 民営化に伴い、併設された郵便事業名古屋緑支店、ゆうちょ銀行名古屋緑店に一部業務を移管。
- 2012年（平成24年）10月1日 - 日本郵便株式会社発足に伴い、郵便事業名古屋緑支店を緑郵便局に統合。

## 取扱内容

### 緑郵便局
- 郵便、印紙、ゆうパック、内容証明
- 生命保険、バイク自賠責保険、自動車保険、がん保険、引受条件緩和型医療保険
- 地方公共団体事務（名古屋市バス・電車利用券等の交付）
- 「458-00xx」「458-08xx」「458-09xx」「459-80xx」区域（名古屋市緑区の全域）の集配業務
- ゆうゆう窓口

### ゆうちょ銀行名古屋緑店
- 貯金、貸付、為替、振替、振込、国際送金、外貨両替、トラベラーズチェック、国債、投資信託、変額年金保険
- ATM

## 周辺
- 名古屋市立緑市民病院
- 名古屋市立緑高等学校
- 名古屋市立鳴海中学校
- 扇川

## アクセス
- 名鉄名古屋本線 左京山駅から徒歩約13分
  - 隣の鳴海駅からでもそれほど変わらない。
- 名古屋市営バス 六条停留所下車
- 名古屋高速3号大高線 笠寺出入口から南東へ約3km
- 知多半島道路 大高ICから北東へ約4km
- 伊勢湾岸自動車道 名古屋南ICから北へ約4.5km
- 駐車場あり：16台